# Eugenia Viñes
Eugenia Viñes y Cases, (1860-1923) fue una benefactora española,  la promotora del Asilo de Nuestra Señora del Carmen, que se construyó a orillas del mar Mediterráneo, en el límite entre las playas del Cabañal y de la Malvarrosa, de la ciudad de Valencia.

## Biografía
Eugenia Viñes era hija de Vicente Viñes Roig, persona muy vinculada a la historia del Cabañal, que, junto a  Simón Cases (su futuro suegro y abuelo de Eugenia), Francisco García Tormos (fundador de los “Parrantes”), Ramón Palau Belenguer (fundador del Teatro Las Delicias), los bueyeros Juan Bautista Serra Cano y Vicente Serra Cubells y el secretario Peregrín Cerveró Domingo (alcalde del Poble Nou de la Mar) formó una sociedad llamada “La Protectora”, antes de la  constitución de las sociedades de pesca y auxilio mutuo ”Marina Auxiliante” y “Progreso Pescador”.  Vicente Viñes era propietario de un rebaño de bueyes y además ayudaba económicamente, a través del préstamo de dinero (prácticamente sin intereses), a los nuevos patronos para adquirir sus “parejas” (dos barcas) de bou y los bueyes se los tenían que alquilar a él. En 1866 se fusionan  las sociedades la Marina (de Juan Bautista Isaac y Félix Lacomba) y La Protectora (de Viñes), surgiendo una sociedad nueva sociedad, la “Marina Auxiliante”.
Dicen que el dinero que tenía su padre provenía del tráfico de esclavos entre 1845 y 1866, hecho que mortificaba a Eugenia, de fuertes valores morales. Por ello, cuando heredó el dinero  y las propiedades de su padre decidió donarlo para la construcción de un asilo que estaban intentando fundar las hermanas de la Congregación Hospitalaria del Sagrado Corazón de Jesús, rama femenina de la Orden de San Juan de Dios.
Las obras de la construcción del asilo (para tratar niñas con deficiencias físicas, raquíticas, escrofulosas y huérfanas pobres, aunque con el tiempo ha ido cambiando de actividad adaptándose a las necesidades de cada momento), edificado sobre un terreno de propiedad de Eugenia Viñes, cedido para tal propósito, se iniciaron el 31 de agosto de 1916 y se terminaron el 16 de julio de 1919, día en que fue inaugurado el conocido como Asilo de Nuestra Señora del Carmen.
Falleció el 10 de diciembre de 1923, considerándola ya en esos momentos una persona de gran caridad.
Actualmente existe una calle dedicada a su nombre (en la que se ubica el Asilo de Nuestra Señora del Carmen, enfrente del cual está situada una estación de tranvía, de las líneas 4 y 6  de la empresa Metrovalencia que también lleva su nombre, y que se inauguró el 21 de mayo de 1994.